# Libertad (Anzoátegui)
Pour les articles homonymes, voir Libertad.
Libertad est l'une des vingt-et-une municipalités de l'État d'Anzoátegui au Venezuela. Son chef-lieu est San Mateo. En 2011, la population s'élève à 14 437 habitants.

## Géographie

### Subdivisions
La municipalité possède deux paroisses civiles et une parroquia capital, traduite ici par « capitale » (en italiques et suivie d'une astérisque) avec, chacune à sa tête, une capitale (entre parenthèses) :
- Capitale Libertad * (San Mateo) ;
- El Carito (El Carito) ;
- Santa Inés (Santa Inés).